# Bätscher (Kulinarik)

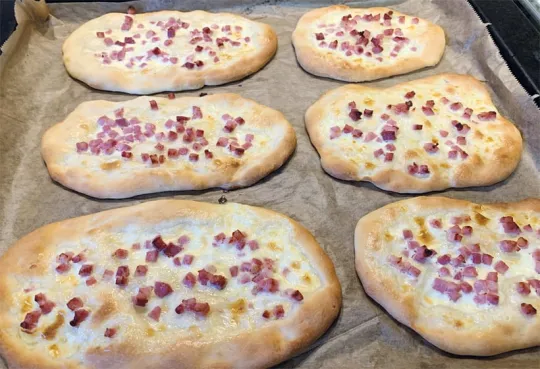
Bätscher (Hefeteiggebäck)

Bätscher oder Dätscher sind eine lokale kulinarische Spezialität aus dem schwäbischen Albvorland. Der Bätscher/Dätscher besteht aus einem Hefeteig, der vor dem Ausbacken mit einer Sauerrahmmischung bestrichen wird. Auf diese Sauerrahmmischung kann, je nach Belieben, Schnittlauch, Zwiebeln, Schinkenstücke, Kümmel, u. a. gestreut werden (nicht zu verwechseln mit einem Flammkuchen). Die ursprüngliche Form ist oval, wobei die Enden auch spitz sein konnten. Heute wird er manchmal auch auf Ofenblechen gebacken und zu viereckigen Stücken geschnitten.
Ortschaften, in denen der Bätscher gebacken wird, sind beispielsweise Holzmaden, Notzingen, wo jährlich auch ein Dätscherfest gefeiert wird, und Weilheim an der Teck mit dessen Teilort Hepsisau. Der Ortskern in Holzmaden wird auf Grund seiner Form auch als Bätscher bezeichnet.